# Blohm + Voss
Blohm + Voss GmbH (Блом и Фосс, «Блом унд Фосс») — судостроительная фирма Германии, ныне подразделение ThyssenKrupp Marine Systems AG.

## История
Blohm & Voss образована 5 апреля 1877 года Германом Бломом и Эрнстом Фоссом, на 1911 год германское общество на паях, владеющее большим судостроительным заводом в городе Гамбург, в части города Steinwärder.
На судостроительном заводе, в 1899 — 1900 годах, была выполнена замечательная и единственная в своем роде, на тот период времени, работа по удлинению на 50 и на 70 футов корпусов четырёх океанских пароходов Северо-германского Ллойда, для чего эти пароходы были в середине разрублены (вертикально), потом части пароходов раздвинуты при помощи гидравлических домкратов и между ними были построены новые добавочные отсеки для них.
В 1937 году фирма участвовала в конкурсе Имперского министерства авиации гитлеровской Германии на разработку разведывательного самолета с требованиями хорошего обзора из кабины пилота, создав необычный самолет BV 141 с ассиметричным строением планера. 
В первой половине XX века верфь стала одной из крупнейших в мире. Здесь при строительстве стальных корпусов впервые начали использовать сварку вместо заклепок. Пассажирский лайнер Blohm & Voss «Европа» (1928 год) получил «Голубую ленту Атлантики». 
После Второй мировой войны воссоздана в ФРГ. До 1955 года носила название Blohm & Voss. 
В апреле 2010 года 80 % активов фирмы Blohm + Voss GmbH были приобретены арабской корпорацией Abu Dhabi MAR, с главной конторой в Абу-Даби, ОАЭ.

## Продукция фирмы

### Планёры
- Blohm und Voss BV 40 — планёр-истребитель.

### Самолёты
- Ha.137 — пикирующий бомбардировщик
- BV.138 — летающая лодка-дальний разведчик
- Ha.139 — поплавковый дальний разведчик
- Ha.140 — поплавковый бомбардировщик-торпедоносец
- BV.141 — тактический разведчик и армейский самолёт
- BV.142 — дальний морской разведчик
- BV.155 — высотный истребитель
- BV.170 — бомбардировщик
- P.194 — штурмовик
- BV.222 — тяжёлая транспортная летающая лодка
- BV.238 — тяжёлая многоцелевая летающая лодка

### Подводные лодки
- Тип VII — «рабочие лошадки»
  - 144 лодки типа VIIC, U-551 — U-650, U-951 — U-994
  - 28 лодок типа VIIC/41: U-995, U-997 — U-1010, U-1013 — U-1025
- Тип XVII — четыре экспериментальные лодки
- Тип XXI — океанские «электролодки»
  - 46 лодок: U-2501 — U-2531, U-2533 — U-2536, U-2538 — U-2546, U-2548, U-2551 — U-2552

Ещё 30 лодок не были достроены, а ещё более 300 лодок были заказаны, но даже не закладывались.

### Корабли
- Blücher —  тяжёлый крейсер типа «Адмирал Хиппер».
- Bismarck — линкор немецкого военного флота, один из самых известных кораблей Второй мировой войны.
- МЕКО (от Мерцвек-Комбинацьён — нем. Mehrzweck-Kombination — многоцелевое сочетание) — семейство многоцелевых фрегатов, корветов и сторожевых кораблей.
- A (яхта).